# Erwin Demon
Erwin Demon (circa 1959/1960 - Paramaribo, 23 augustus 2006) was een Surinaams bestuurder. Hij was districtscommissaris van Coronie en Para.

## Biografie
Erwin Demon was een jongere broer van Franco Demon, de oud-minister van Natuurlijke Hulpbronnen (1993-1996; 2000-2005). Hij was van 1998 tot 2000 districtscommissaris (dc) van Coronie en werd in 2003 benoemd tot dc van Para. Hij activeerde hij verschillende functionele groepen in Para en liep voorop toen het Decentralisatie Programma (DLGP) werd geïntroduceerd.
In augustus 2006 werd hij met pijn in de borststreek opgenomen in het Academisch Ziekenhuis Paramaribo. Daar overleed hij op 23 augustus. Erwin Demon is 46 jaar oud geworden.